# Єралашний рейс
«Єралашний рейс» — радянський художній фільм 1977 року, знятий режисером Олегом Фіалком на Кіностудії ім. О. Довженка за мотивами однойменної повісті О. Новикова-Прибоя. 

## Сюжет
Дія відбувається у 1920-ті роки. У фільмі розповідається історія, яка сталася зі стареньким буксиром, що потрапив у шторм і потрапив на каміння. Машиністом буксира «Дельфін» призначено комуніста Самохіна. Екіпаж буксира складався з випадкових людей. Капітан справи своєї не знав, людиною був несамостійною. З усієї команди лише один машиніст Самохін не кидає судно. Він не лише встояв перед стихією, а й урятував буксир.

## У ролях
- Вітаутас Томкус — Самохін
- Ірина Шевчук — Єлизавета Миколаївна, капітанка
- Олександр Пашутін — Втулкін
- Олександр Денисов — шкіпер
- Микола Скоробогатов — капітан
- Олександр Мілютін — кермовий
- Микола Олійник — змінник
- Дмитро Бокалов — директор пароплавства
- Олександр Пороховщиков — слідчий
- Олександр Бєліна — роль другого плану
- Сергій Бржестовський — роль другого плану
- Петро Вескляров — роль другого плану
- Віктор Мірошниченко — матрос
- Сергій Підгірний — Тарас
- Віктор Демерташ — епізод
- Юрій Гаврилюк — епізод
- Василь Хорошко — епізод
- Валерій Неведров — епізод
- Віктор Степаненко — епізод
- Петро Філоненко — епізод
- Віктор Панченко — епізод

## Знімальна група
- Режисер-постановник — Олег Фіалко
- Сценарист — Валерій Щербина
- Оператор-постановник — Віктор Політов
- Композитор — Валентин Сильвестров
- Художник-постановник — Володимир Цирлін